# Умершие в январе 2006 года
Это список известных людей, соответствующих установленным критериям значимости (см. Википедия:Критерии значимости персоналий), умерших в январе 2006 года.
Причина смерти указывается лишь в исключительных случаях (убийство, самоубийство, гибель в результате военных действий, смертная казнь, ДТП или несчастные случаи). В остальных случаях — не указывается.

## Список
- 1 января — Злата Ткач (77) — молдавский композитор, педагог.
- 1 января — Иван Хоменко (82) — Герой Советского Союза.
- 1 января — Павел Югер (82) — советский военный, награждённый пятью орденами Красной Звезды, полковник, заслуженный военный летчик СССР.
- 2 января — Евгений Горелик (84) — Герой Советского Союза.
- 3 января — Иван Сысолятин (82) — Герой Советского Союза.
- 3 января — Уильям Скейт (52) — политический деятель Папуа — Новой Гвинеи (с 1997 по 1999 премьер-министр, в 2003—2004 и. о. генерал-губернатора страны).
- 4 января — Юрий Дружков (47) — поэт-песенник, автор слов песен музыкальной группы «Комбинация», Алёны Апиной и многих других эстрадных исполнителей России конца XX века.
- 4 января — Мактум ибн Рашид аль-Мактум (62) — шейх, премьер-министр и вице-президент Объединённых Арабских Эмиратов, эмир эмирата Дубай.
- 5 января — Юрий Варшавер — русский советский писатель.
- 5 января — Григорий Задорожный (87) — Герой Советского Союза.
- 6 января — Команданте Рамона (46 или 47) — мексиканская революционерка, индианка-цоциль по национальности, одна из руководителей САНО и борец за права женщин.
- 6 января — Николай Сирота (92) — академик АН БССР, доктор физико-математических наук.
- 6 января — Хью Томпсон (62) — военнослужащий Армии США, участник Вьетнамской войны, известный своей ролью в трагедии в деревне Сонгми; рак.
- 7 января — Генрих Харрер (93) — австрийский путешественник, альпинист и писатель, наставник и друг детства Далай-ламы XIV.
- 8 января — Эльсон Бесерра (27) — колумбийский футболист, нападающий; убит (застрелен).
- 8 января — Джим Лаунсбери (англ. Jim Lounsbury) (82) — один из «пионеров» рок-н-ролла и ведущий радиопередач из США.
- 9 января — Герри Клетон (52) — нидерландский футболист.
- 10 января — Яков Бендет (78) — один из основателей советской кардиологии и кардиохирургии. Лауреат Государственной премии Украины.
- 13 января — Арнолдс Буровс (90) — советский и латвийский режиссёр, сценограф и аниматор.
- 13 января — Вейкко Муронен (78) — финский инженер-конструктор.
- 14 января — Шелли Уинтерс (85) — американская театральная, телевизионная и киноактриса, дважды обладательница премии «Оскар» за «Лучшую женскую роль второго плана».
- 14 января — Анри Кольпи (84) — французский кинематографист, лауреат главной премии Каннского кинофестиваля — Золотой пальмовой ветви за фильм «Столь долгое отсутствие».
- 15 января — Джабер аль-Ахмед аль-Джабер ас-Сабах (79) — 13-й эмир Кувейта и третий эмир с начала независимости Кувейта от Великобритании, занимавший этот пост с 31 декабря 1977 года; церебральный геморрагический инсульт.
- 15 января — Юрий Леков (79) — советский осетинский и российский оперный режиссёр.
- 15 января — Игорь Новожилов (74) — советский, российский учёный-механик.
- 15 января — Борис Фильчиков (87) — советский звукооператор мультипликационных фильмов.
- 16 января — Татеос Агекян (92) — советский астроном, Заслуженный деятель науки Российской Федерации (1999), Почетный профессор Санкт-Петербургского университета.
- 16 января — Фёдор Морозов (80) — полный кавалер ордена Славы.
- 16 января — Иван Размыслович (90) — белорусский ученый в области сельскохозяйственного машиностроения, один из начинателей агроинженерной науки в Беларуси, лауреат Сталинской премии, кандидат технических наук, профессор.
- 18 января — Ян Твардовский (90) — польский поэт, католический священник.
- 18 января — Наум Темкин (77) — начальник коксохимического производства Череповецкого металлургического завода имени 50-летия СССР, Герой Социалистического Труда.
- 19 января — Уилсон Пикетт (64) — афроамериканский ритм-энд-блюзовый исполнитель, который считается одним из крупнейших мастеров соул- и фанк-вокала 1960-х.
- 20 января — Андрей Иордан (71) — советский, киргизский партийный и государственный деятель, и. о. премьер-министра Кыргызской Республики в ноябре 1991 — феврале 1992.
- 20 января — Александр Кечеджи (87) — украинский художник. Член Союза советских художников Украины с 1970 года.
- 20 января — Пий Таофинуу (82) — полинезийский кардинал Римско-католической церкви.
- 21 января — Ибрагим Ругова (61) — президент Косово в 2002—2006; последствия рака лёгких[1].
- 23 января — Андреа Бронфман (60) — канадская меценат, филантроп, общественный деятель, основательница благотворительного Фонда Андреа и Чарльза Бронфман.
- 24 января — Максим Бугайчук (81) — полный кавалер ордена Славы.
- 24 января — Крис Пенн (40) — американский актёр, родной брат Шона Пенна.
- 24 января — Шафик Хандаль (75) — сальвадорский политический деятель палестинского происхождения, кандидат в президенты на выборах 2004 года (занял второе место).
- 25 января — Анна Малле (38) — американская порноактриса, порнорежиссёр и стриптизёрша; автокатастрофа.
- 25 января — Макен Торегельдин (82) — советский партийный работник, общественный и государственный деятель, участник Великой Отечественной войны.
- 26 января — Юрий Малиновский (79) — советский кинооператор, сценарист.
- 27 января — Андрей Пещенко (84) — Герой Советского Союза.
- 27 января — Йоханнес Рау (75) — Федеральный президент Германии с 1 июля 1999 по 30 июня 2004.
- 28 января — Ицхак Кадури — израильский каббалист, долгожитель (прожил больше ста лет).
- 29 января — Валентин Алесковский (93) — российский учёный-химик.
- 29 января — Нам Джун Пайк (73) — американо-корейский художник, основатель видеоарта.
- 30 января — Коретта Скотт Кинг (78) — вдова Мартина Лютера Кинга, борец за права расовых и сексуальных меньшинств США.
- 31 января — Жорж Коваль (92) — советский атомный разведчик в США (конспиративное имя «Дельмар»), Герой России (посмертно, 2007).
- 31 января — Зоя Морякова (86) — советский художник кино.